# Šaronská planina

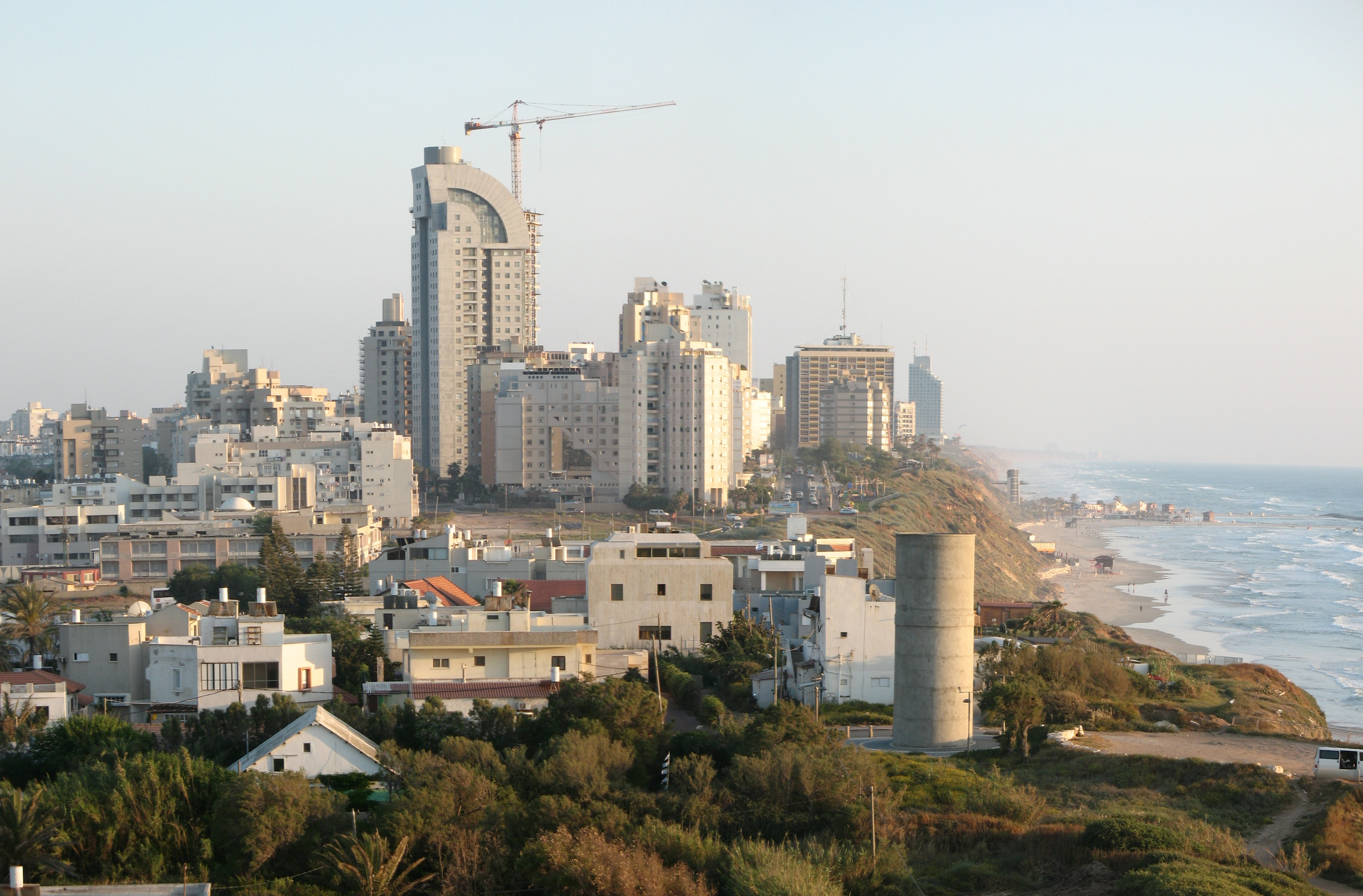
Netanja, hlavní město Šaronské planiny

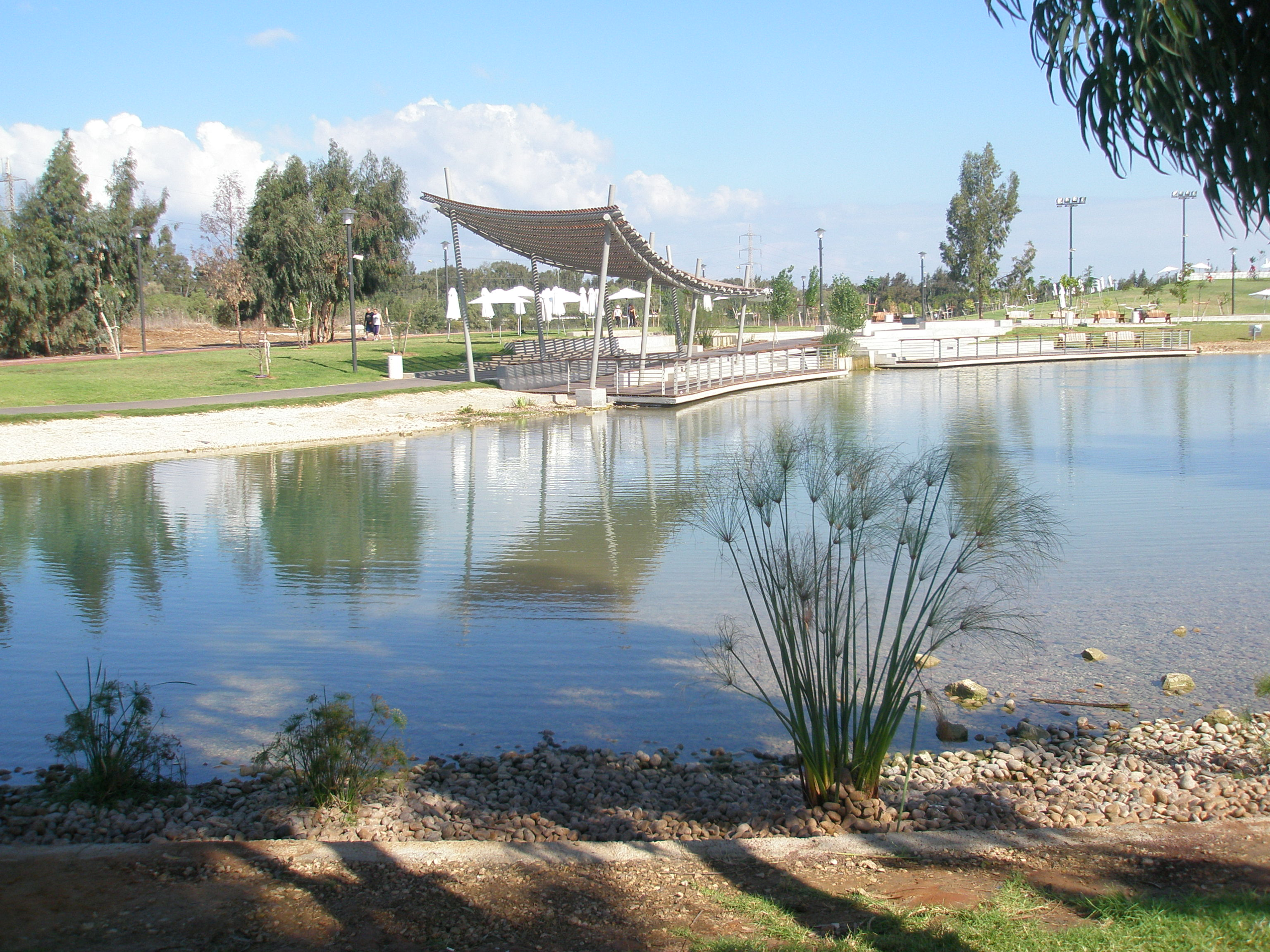
Herzlijský park, jedno z nejjižnějších míst Šaronské planiny

Šaronská planina či Šaronova planina (hebrejsky:  שָּׁרוֹן, Šaron) je severní polovina pobřežní planiny v Izraeli. Jejím největším městem je Netanja.
Planina se nachází mezi Středozemním mořem na západě a Samařskými kopci na východě. Táhne se od Haify a hory Karmel na severu, až po řeku Jarkon na jihu, která protéká Tel Avivem. Planina zasahuje celkem do tří izraelských distriktů, konkrétně do haifského, centrálního a telavivského. Protékají jí četné sezónní vodní toky, například vádí Nachal Poleg.
Šaronská planina je zmíněna v Bibli. Ve starověku byla planina z části úrodná a zalidněná, ale během středověku byla opuštěná a stala se bažinatou. Počátkem 20. století byla odvodněna a vysušena sionistickými pionýry, kteří tuto oblast osídlili. V roce 2008 to byla nejhustěji zalidněná oblast v Izraeli. Téhož roku zde žilo 1 131 600 obyvatel, (85,3 % Židé a 14,6 % Arabové).
| Města | Oblastní rady |
| --- | --- |
| - Netanja (populace: 174 000) - Herzlija (populace: 96 000) - Chadera (populace: 76 400) - Kfar Saba (populace: 81 400) - Roš ha-Ajin (populace: 37 500) - Ra'anana (populace: 73 100) - Hod ha-Šaron (populace: 44 500) - Ramat ha-Šaron (populace: 36 800) - Tajbe (populace: 33 800) - Tira (populace: 21 100) - Kalansuva (populace: 17 300) | - Oblastní rada Cheferské údolí - Oblastní rada Chof ha-Šaron - Oblastní rada Lev ha-Šaron - Oblastní rada Drom ha-Šaron |